# Тункинская котловина

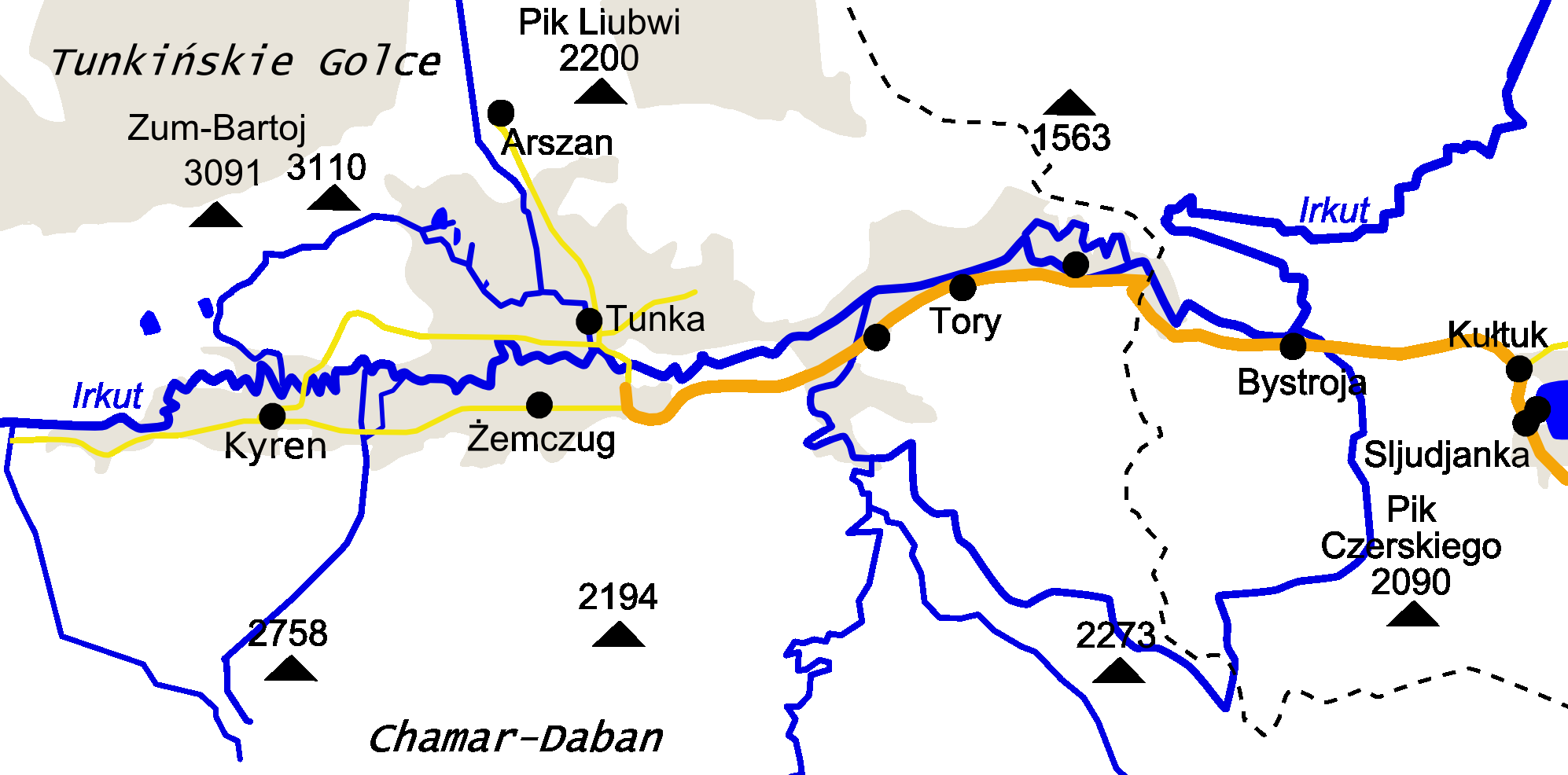
Тункинская долина

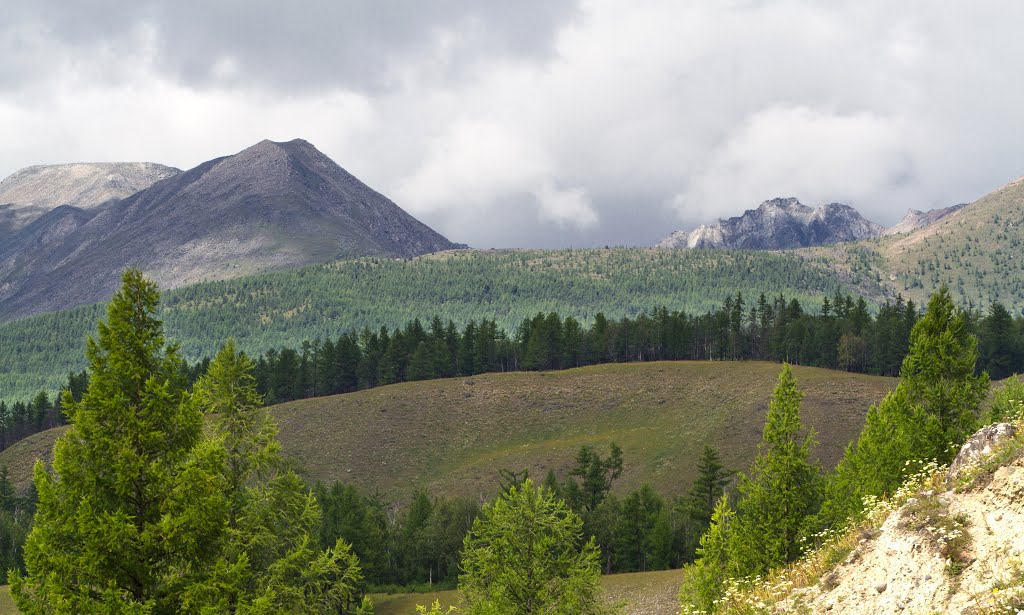
Тункинская долина

Тунки́нская котлови́на (Тункинская долина) (бур. Түнхэнэй Гол) — система межгорных понижений тектонического происхождения в горах Восточного Саяна в Бурятии (большая часть) и Иркутской области, с юго-востока ограниченная хребтами Хамар-Дабана.

## Этимология
Название котловины происходит от монгольского(бурятского) племени тункэн, населяющее котловину в XII—XIII веках.

## География
Тункинская котловина является продолжением на запад Байкальской рифтовой зоны. Её длина с востока на запад составляет 190 км. С юга ограничена горами Хамар-Дабана и отрогами Хангарульского хребта, с севера — Тункинскими гольцами, с запада — юго-восточной цепью Большого Саяна.
В котловину входят шесть отдельных впадин, разделённых сужениями ложа реки Иркут — Быстринская, Торская, собственно Тункинская, Туранская, Хойтогольская и Мондинская.
По южной части котловины, на правобережье Иркута, проходит федеральная автомагистраль А333 Култук — Монды — граница с Монголией (Тункинский тракт).

## Административное подчинение
Бо́льшая часть котловины находится в пределах Тункинского района Бурятии. Её восточная часть, Быстринская впадина, — на территории Слюдянского района Иркутской области. Наиболее крупный населённый пункт — село Кырен, административный центр Тункинского района. Исторически долгое время центром долины было село Тунка.
Решением Совета Министров РСФСР № 282 от 27 мая 1991 года в целях охраны и организации рекреационного использования малонарушенных и разнообразных экосистем Тункинской котловины (от степей до горных тундр) был образован Тункинский национальный парк.

## Археология и палеоантропология
В пределах Еловского хребта на правом берегу реки Иркут на стоянке Туяна найдены фрагментированные останки первобытного человека, верхнепалеолитические орудия восточной ориньякской индустрии возрастом 34—31 тыс. лет и предметы быта (костяные ножи, изделия из топаза и горного хрусталя, амулет из зуба пещерного льва). Для двух образцов были получены калиброванные радиоуглеродные даты: 31 400 — 30 740 л. н. для образца 6, пл. 1, пик. 69, № 53 и >49 700 для образца 1, пл. 2, пик. 61, № 56). Принадлежность кости Туяна 1 (фрагмент большеберцовой кости) человеку была сразу же подвергнута сомнению.